# Vasmegyer
Vasmegyer là một thị trấn thuộc hạt Szabolcs-Szatmár-Bereg, Hungary. Thị trấn này có diện tích 22,73 km², dân số năm 2010 là 1711 người, mật độ 75 người/km².